# ウーバー・アレーナ
ウーバー・アレーナ (Uber Arena) は、ドイツ・ベルリンのフリードリヒスハイン＝クロイツベルク区にある多目的アリーナ。バスケットボール・ブンデスリーガのアルバ・ベルリン、ドイツ・アイスホッケーリーガのアイスベーレン・ベルリンが本拠地としている。2008年9月に完成した。

## 解説
アンシュッツ・エンターテイメント・グループ (AEG) が所有・運営する。収容人数は17,000人で、ドイツ国内にあるアリーナとしてはケルンのランクセス・アレーナに次いで2番目の規模。周辺はシュプレー川に面する「メディアシュプレー」と呼ばれる再開発地区で、ユニバーサルミュージックやMTVのドイツ法人本社、ホテル、トヨタの大型ディーラーなどが立ち並ぶ。
2009年5月にはユーロリーグのファイナルフォーとMTVヨーロッパ・ミュージック・アワードが開催。2016年には再びユーロリーグファイナルフォーが開催。2019年には世界男子ハンドボール選手権開幕戦が開催。
開場当時より、スペインの通信事業者テレフォニカのドイツ現地法人が命名権を取得し、テレフォニカの携帯電話サービス「O2」にちなんでO2ワールド・ベルリン (O2 World Berlin) と呼ばれていた。2015年7月に自動車メーカーのメルセデス・ベンツが20年間の命名権を取得し、メルセデス・ベンツ・アレーナに改称された。2024年3月、UberがAEGヨーロッパとの長期契約を締結したことに伴い、現名称となった。